# Niet tevergeefs
Niet tevergeefs is een Nederlandse film uit 1948 onder regie van Edmond T Greville. De film is gebaseerd op een onderduik- en verzetsverhaal van overleveringen uit de Tweede Wereldoorlog, verwerkt tot een scenario door Ben van Eysselsteijn. De film heeft als internationale titels Not to be forgiven en But Not in Vain.

## Plot
De film begint op 28 augustus 1944 in de hoogtijdagen van de Tweede Wereldoorlog. Boer Jan Alting ontvangt bezoek van een bebloede vreemdeling Willem Bakker, een communistisch typograaf uit Amsterdam die van een inmiddels doodgeschoten vriend van Fred van Nespen heeft gehoord dat hij bij Alting kan onderduiken. Willem wordt verzorgd door Altings dochter Elly en ontmoet twee andere onderduikers: Mark Meier, een joodse bankier die op hetzelfde adres onderduikt en hoopt om via Willem contact te leggen met zijn zwangere vrouw Mary die elders in Amsterdam zit ondergedoken bij schipper Harm. De andere vluchteling is student Fred, die een relatie heeft met Elly. Fred vertrouwt Willem niet en waarschuwt Alting om op zijn hoede te blijven.
Willem krijgt valse papieren en integreert op het boerse platteland, maar wordt al gauw aangehouden bij een Duitse patrouille en ondervraagd naar Fred. Ondertussen reist Elly naar Amsterdam op zoek naar Mary - zonder resultaat. Fred vreest dat Willem hem zal verlinken en besluit te onderduiken bij een Duitse vriend in een café in Amsterdam, de anti-nazi Ludwig. Willem laat geen informatie los en hoopt de Duitsers op dwaalspoor te brengen door te zeggen dat ze Fred kunnen vinden in café Dresden in Amsterdam - niet wetende dat Fred zich hier daadwerkelijk bevindt. Daarop wordt Willem vrijgelaten.
Niet veel later wordt Alting bezocht door Luwdig en elektricien Roos, die het nieuws breken dat Fred is gearresteerd. Willem krijgt de schuld van Freds arrestatie. Hij houdt vast aan zijn onschuld en reist samen met Ludwig naar Amsterdam, vastberaden om Fred te bevrijden. Ook Elly zet haar leven op het spel en reist naar Amsterdam alwaar ze een spoor vindt van Mary. Met gevaar voor eigen leven herenigt ze Mary met Mark. Willem en Ludwig bevrijden ondertussen Fred uit de handen van de Duitsers.
De hereniging is aanvankelijk vreugdevol, maar tegen het - schijnbare - einde van de bezetting op Dolle Dinsdag treden de verschillen tussen de boer, joodse bankier en diens vrouw, student en typograaf sterk op de voorgrond. Alting spreekt van schande dat de mannen na leed en verdrukking nu alsnog met elkaar in gevecht raken over zaken als politiek en klassenhaat en hoopt dat zijn gasten steun kunnen vinden in de bijbel. Fred wordt in deze periode doodgeschoten door de Sicherheitsdienst. Tot overmaat van ramp volgt nog de zwaarste beproeving: de hongerwinter. Alting wordt plotseling bezocht door zijn zoon Anton, die twee jaar geleden partij heeft gekozen voor de Duitsers en daarop werd verstoten door zijn familie. Mark, Mary en Willem schuilen in de schuur, maar worden door Anton betrapt nadat Mary last krijgt van weeën. Wanneer Anton hen dreigt te verraden, schiet Alting zijn eigen zoon dood. Kort daarna bevalt Mary van een kind.

## Acteurs
| Acteur               | Personage                 |
| -------------------- | ------------------------- |
| Hans van Ees         | boer Jan Alting           |
| Matthieu van Eysden  | Mark Meier                |
| Françoise Flore      | boerendochter Elly Alting |
| Jopie Koopman        | Mary Meier                |
| Jan Retèl            | Willem Bakker             |
| Jack Gimberg         | Fred van Nespen           |
| Jan Teulings         | SS'er Anton Alting        |
| Ludzer Eringa        |                           |
| Gerard Rekers        |                           |
| Henny Alma           |                           |
| Victor Colani        |                           |
| Max Croiset          | schipper Harm             |
| Cruys Voorbergh      | majoor                    |
| Gerhard Alexander    | elektricien Roos          |
| Ben van Eysselsteijn | Feldwebel                 |

## Productie
Aanleiding voor het maken van de film was de nationale herdenking van het regeringsjubileum. De film is dermate opgedragen aan koningin Wilhelmina der Nederlanden voor haar uitspraak tijdens de bezetting: "Maar als ik het leven mag tot de bevrijding, en juichen op het overwinningsfeest, God, doe dan dit mij weten, wat voorbijging aan nood en leed is niet vergeefs geweest." 
Niet tevergeefs is de eerste naoorlogse film opgenomen in Cinetone Filmstudio's Amsterdam. De film werd in juli 1948 aangekondigd; toen werd bekendgemaakt dat regisseur Edmond T. Greville zowel een Engelse als Nederlandse versie zou opnemen. Aanvankelijk werd Richard Llewellyn, auteur van How Green Was My Valley, aangesteld om het draaiboek te schrijven, maar Greville verving hem later met Ben van Eysselsteijn omdat Llewellyn naar Greville's zeggen "niet de man was die de specifiek Nederlandse sfeer in de film zou kunnen brengen". Van Eysselsteijn werd aangesteld vanwege een eerdere samenwerking met Greville in Veertig jaren (1938) en leverde het scenario in juni 1948.
Op 15 augustus 1948 arriveerde de Franse regisseur Greville samen met de Engelse productieleider Douglas Robertson voor de opnamen in Nederland. De opnamen gingen op 23 augustus van start. Aanvankelijk gingen de hoofdrollen naar Piet Bron, Matthieu van Eysden en Myra Ward. Ward werd op de eerste dag van de opnamen vervangen door Françoise Flore. Flore werd de vrouwelijke hoofdrol door Greville persoonlijk aangeboden: hij had ooit proefopnamen met haar gemaakt voor een film in Frankrijk die later werd geschrapt en bood haar opvolgend een rol in deze film aan.
De draaiperiode werd op 29 oktober na 58 dagen voor op schema voltooid. Voor de montage werd zeven weken gepland, met de verwachting dat de film eind december 1948 gereed zou zijn voor roulatie.

## Ontvangst
De film werd volgens schema op 23 december 1948 uitgebracht, met een première in het City Theater te Amsterdam. De film kreeg matige reacties van de pers - die vooral kritiek uitte op het camerawerk en de filmdialogen - en bracht slechts 30.000 gulden in het laatje, tegenover een budget van ruim 280.000 gulden.
Recensent van Het Vrije Volk vatte in zijn review samen dat de film "duidelijk aanwijsbare gebreken [heeft], maar verdient ongetwijfeld de aandacht als Nederlands product, om de keuze van het verhaal en als eerlijke poging om onze eigen filmindustrie op gang te helpen." Hij schreef dat het verhaal "ver uitsteekt boven de Bleeke Bet en Jantjes-lol", daarmee verwijzend naar de Nederlandse speelfilmindustrie in de jaren '30, en "aan het hart ligt". "Een nadeel van deze film is dat de regisseur weinig pogingen in het werk heeft gesteld om de camera haar eigen taal te laten spreken. [..] Juist bij een drama als dit, waar de angstige spanning voelbaar gemaakt had moeten zijn anders dan alleen op de gezichten der spelers, waar de camera stemming had moeten en kunnen brengen, voelt men dit gemis zwaar. Een ander bezwaar tegen deze film ligt besloten in de al te nadrukkelijk moraliserende aard van de schrijver, die de dialogen al te Nederlands zwaar op de hand en vol betekenis heeft willen doen zijn. Ook hier weer had de filmregisseur moeten spreken in plaats van de te veel prekende schrijver. Wat dreiging en spanning had kunnen zijn in filmtaal wordt hier vaak al te zwaar, te log en traag."
Ook criticus van De Volkskrant schreef kritisch over het camerawerk en de dialogen: "Men stuit herhaaldelijk op het nadrukkelijk exposeren van situaties door middel van dialogen, daar waar de camera deze situaties had moeten opbouwen. Men vergeet geen moment, dat hier enkele acteurs spelen en hun gevoelsexclamaties zijn niet in staat te ontroeren. Men stoort zich aan het toneelmatige op- en afgaan. En de dialogen hebben al heel weinig van het op heterdaad betrapte leven, dat in een goede filmdialoog besloten moet liggen." De recensent oordeelde dat de film al met al "getuigt van een poging, waarvoor men wel enig respect kan opbrengen, waarbij men en detail een begrip voor film kan opmerken, maar welke en gros laboreert aan gebrek aan routine en te grote nadrukkelijkheid."
Recensent van De Waarheid omschreef de film als "droevig product van verkeerde mentaliteit, onkunde en slechte smaak": "Het ergst is het scenario, die al evenveel kijk op de illegaliteit blijkt te hebben als op de wereldproblemen in het algemeen. Zelden hoorden wij in een film zo langdurig achter elkaar dazen. Doch bijzonder verderfelijk is de karaktertekening van de figuren uit de illegaliteit. De vrome boer is een parodie. De student is een belediging voor die studenten, die werkelijk actief aan het verzet hebben deelgenomen.
Criticus van Het Parool schreef: "Een mooi gegeven, rijk aan mogelijkheden, die er niet allemaal uitkwamen. De film blijft nogal aan de buitenkant der aangesneden problemen, fraseert zo nu en dan, en dringt ook niet genoeg door in de handelende personen, die te vaak bon mots zeggen om echte mensen te zijn. Daardoor wordt de sfeer van oorlog, bezetting, onderduik en verzet niet overtuigend gesuggereerd." Daarentegen gaf hij lof aan regisseur en de acteurs: "Regisseur Edmond Greville heeft, werkend in een geheel nieuwe studio met mensen zonder ervaring veel bereikt. Krachten als Jan Retèl, Jack Gimberg, Matthieu van Eysden en Jopie Koopman leverden onder zijn leiding opmerkelijke prestaties in een film, die vooral in het tweede deel, de zaal sterk wist te boeien. Het slot werd een indrukwekkend hoogtepunt, zodat men zeggen kan dat Niet tevergeefs ondanks de nodige zwakheden, een begin is, dat hoop geeft op de toekomst."